# Ulica Ptasia (Brzeście)
Ulica Ptasia – część wsi Brzeście w Polsce, położona w województwie świętokrzyskim, w powiecie pińczowskim, w gminie Pińczów.
W latach 1975–1998 Ulica Ptasia administracyjnie należała do województwa kieleckiego.